# Бриарский канал
Бриарский канал (фр. Canal de Briare) — один из старейших каналов во Франции, прототип современных каналов; соединяет реки Луару и Сену. Длина 56 км, глубина 1,8 м. Построен в 1604—1642 годах. С постройкой Бокового Луарского и Центрального канала стал частью системы соединения с бассейном Роны.
Канал был задуман герцогом Сюлли при поддержке Генриха IV для развития торговли зерном и уменьшения нехватки продовольствия. Строительство началось в 1604 году и закончилось в 1642. В строительстве участвовало от 6 до 12 тысяч человек.
В 1890—1896 годах был построен акведук через реку Луару, самый длинный в Европе: 11,5 метров шириной и длиной 662 метра.